# Mortagne-au-Perche
Mortagne-au-Perche je francouzská obec v departementu Orne v regionu Normandie. V roce 2010 zde žilo 4 093 obyvatel. Je centrem arrondissementu Mortagne-au-Perche a kantonu Mortagne-au-Perche.